# Kingdom Identity Ministries
Kingdom Identity Ministries (KIM) es un ministerio cristiano ubicado en Harrison, Arkansas, que defiende el racismo, el antisemitismo y la ejecución de las personas homosexuales.
Su sitio web declara que KIM es un ministerio de predicación para la raza elegida por Dios, la auténtica Israel, los pueblos blancos europeos.
KIM funciona principalmente como una distribuidora de libros sobre el movimiento de la identidad cristiana, propaganda y grabaciones de sonido. KIM también ofrece cursos a través del "Instituto Americano de Teología" y produce un programa de radio, "El Heraldo de la Verdad", que es emitido por onda corta y por internet. El Centro legal sobre la pobreza sureña considera al ministerio KIM como el mayor suministrador de materiales relacionados con el movimiento de la identidad cristiana.
El ministerio KIM fue fundado en 1982 por Mike Hallimore y tiene los derechos de autor de varias obras relacionadas con la identidad cristiana producidas por Bertran Comparet y por el reverendo Wesley A. Swift. Además del material relacionado con la identidad cristiana, KIM distribuye material supremacista blanco, y ha enviado panfletos a varias comunidades rurales de Pensilvania. En 2007, KIM financió la distribución de discos compactos con contenidos que promueven el poder y el orgullo blanco.